# بردگوری الگی پایین
بردگوری الگی پایین مربوط به دوره اشکانیان - دوره ساسانیان است و در شهرستان کوهرنگ، بخش بازفت، دهستان بازفت، جنوب شرقی روستای الگی پایین واقع شده و این اثر در تاریخ ۱۳ آبان ۱۳۸۶ با شمارهٔ ثبت ۱۹۷۹۴ به‌عنوان یکی از آثار ملی ایران به ثبت رسیده است.